# Kateryna Rubtschakowa

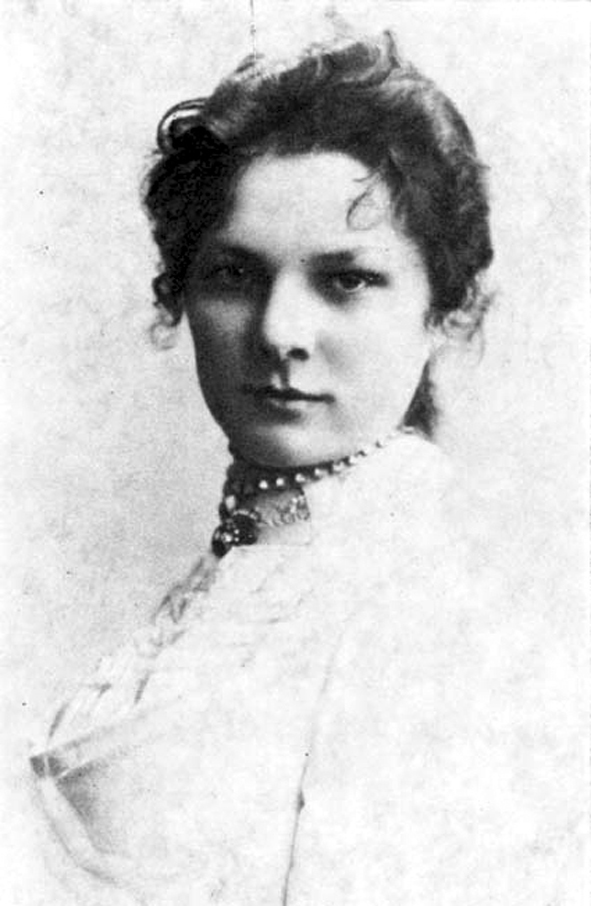
Kateryna Rubtschakowa

Kateryna Andrijiwna Rubtschakowa (ukrainisch Катерина Андріївна Рубчакова, * 29. April 1881 in Tschortkiw, Galizien, Österreich-Ungarn; † 22. November 1919 in Sinkiwzi, heutiger Rajon Kamjanez-Podilskyj) war eine ukrainische Schauspielerin und Opernsängerin.

## Biografie
Ab ihrem zwölften Lebensjahr sang sie in einem von ihrem Vater geleiteten Chor. Sie begann ihre Bühnenkarriere 1896 im Lwiwer Theater der Ruthenischen Konversationsgesellschaft im Ensemble ihres Bruders, der damals als Dirigent arbeitete und Sängerinnen für den Chor bei musikalischen Aufführungen suchte. Nach einem Auftritt im Jahr 1898 in der Rolle der Oksana in Der Saporoger an der Donau erschien ihr Name neben den führenden Künstlerinnen und Künstlern des Ensembles in den Rubriken von Zeitschriften.
Rubtschakowa arbeitete fast 20 Jahre im Theater der Ruthenischen Konversationsgesellschaft, wo sie als Teil des Ensembles in Städten wie Lwiw, Przemyśl, Stanyslawiw, Czernowitz, Krakau, Tarnów, Schytomyr, Kamjanez-Podilskyj und Schmerynka auftrat. Zu ihren Rollen als Opernsängerin gehörten Oksana in Weihnachtsabend von Mykola Lyssenko, Marguerite in Faust, Micaëla in Carmen, Olympia, Antonia und Stella in Hoffmanns Erzählungen und Cio-Cio-San in Madama Butterfly. Sie sang auch in Operetten von Johann Strauss, Arthur Sullivan und Franz Lehár. Rubtschakowas Stimmlage war Sopran. Als Schauspielerin trat sie u. a. als Halja in Nasar Stodolja von Taras Schewtschenko, Marussja Tschuraj in Oh, geh nicht, Hryhori von Mychajlo Staryzkyj, Sofija in Bestalannij von Iwan Karpenko-Karyj und Anna in Gestohlenes Glück von Iwan Franko auf.
Wegen des Ersten Weltkriegs stellte das Theater der Ruthenischen Konversationsgesellschaft den Betrieb ein. 1916 nahm sie das Angebot an, das Wanderensemble des Theaters der Ukrainischen Legion zu leiten. Dieses Theater war in den Jahren 1916 bis 1918 hauptsächlich in Galizien tätig. Die Besetzung bestand aus etwa 50 professionellen und Amateurschauspielerinnen  und Schauspielern, die in der Legion dienten oder dort eingeschrieben waren. Im Juli 1918 gründete ein Teil des Ensembles unter Rubtschakowas Leitung ein neues Kollektiv – die Czernowitzer Ukrainische Theatergesellschaft. Dieses Theater spielte zunächst in Czernowitz und reiste dann durch die ganze Bukowina. Als die Region vom Königreich Rumänien erobert wurde, wurde das Theater verboten und dem Ensemble wurde befohlen, die Bukowina zu verlassen. Den Schauspielerinnen und Schauspielern wurde die Erlaubnis erteilt, nach Galizien zu reisen, und so landete das Theater in Stanyslawiw, wo es im Mai 1919 aufhörte zu existieren.
Rubtschakowa zog nach Lwiw, wo sie im Neuen Lwiwer Theater auftrat. Im April und Juni führte das Theater Aufführungen in den Städten Galiziens und Westpodoliens auf. Im Juli 1919 fand auf Einladung und mit Unterstützung des Ministeriums für Presse und Information der Ukrainischen Volksrepublik eine weitere Tournee durch Podolien statt. Am Ende der Tournee wurde Rubtschakowa krank und sie musste eine Zeit lang bei ihren Freunden in Sinkiwzi bleiben. Ab August 1919 trat das Ensemble fast zwei Monate lang in Proskuriw auf. Im September spielte Rubtschakowa die Hauptrollen in Marko Kropywnyzkyjs Stücken Für Narren gemacht und Gib dein Herz frei. Sie erkrankte erneut und kehrte nach Sinkiwzi zurück, wo sie an Typhus starb.

## Nachwirkungen
Die UNESCO nahm 1981 Rubtschakowas 100. Geburtstag in den Kalender der Jubiläumstermine von internationaler Bedeutung auf. 1989 wurde in Kiew eine Biografie über Rubtschakowa vom Historiker Petro Medwedyk veröffentlicht. 1991 wurde in ihrer Geburtsstadt Tschortkiw ein Büstendenkmal errichtet und das Bezirkshaus der Kultur nach ihr benannt. In Tschortkiw und Borschtschiw sind Straßen nach Rubtschakowa benannt.